# Eiland van Banholt

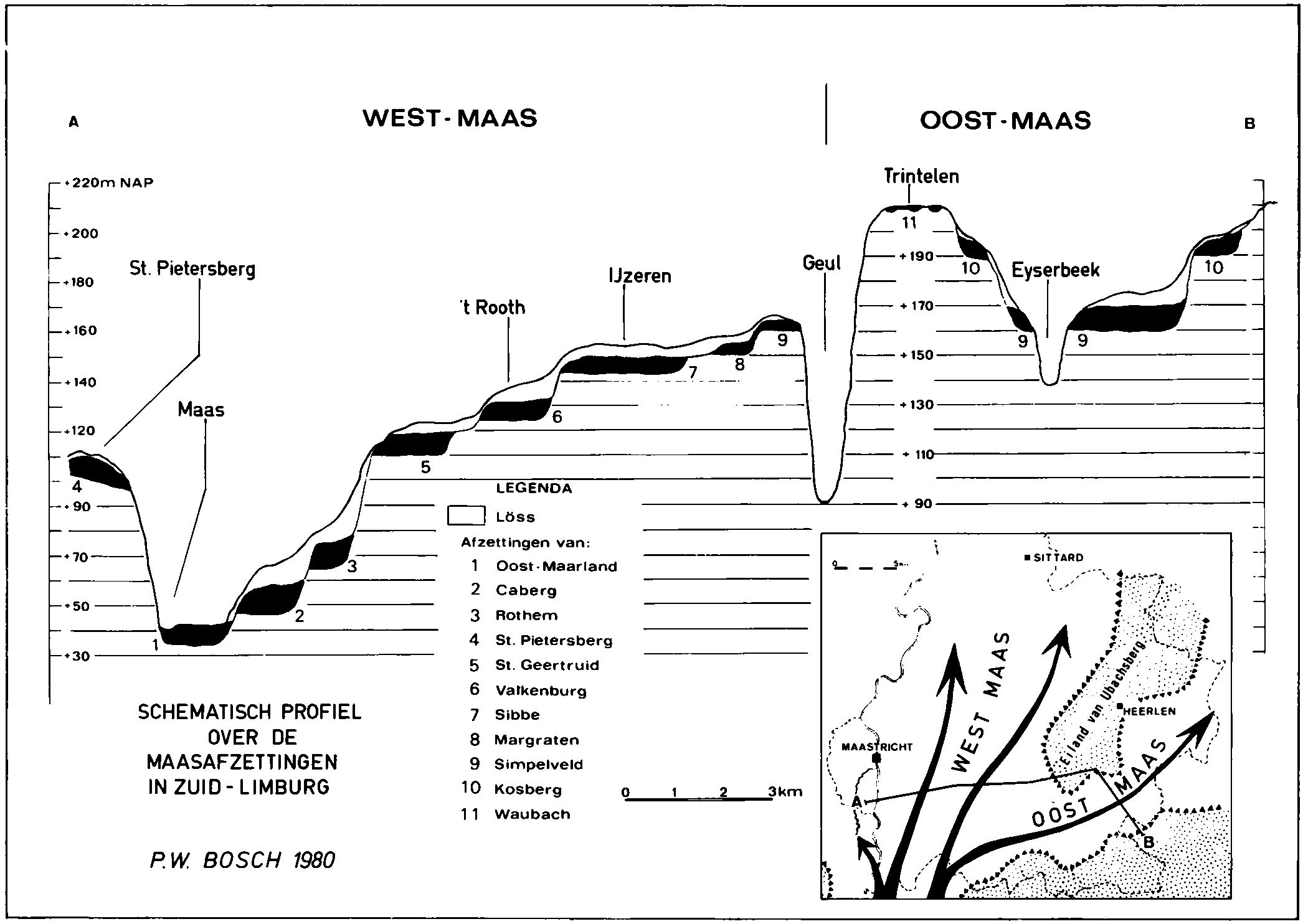
Profiel van de Maasafzettingen in Zuid-Limburg met ter hoogte van nummer 9 (links van de Geul) het Eiland van Banholt

Het Eiland van Banholt is een aardkundig object in Nederlands Zuid-Limburg en is onderdeel van het Plateau van Margraten. Het is een markant hooggelegen gebied in het heuvellandschap met als hoogste punt in de omgeving van het dorp Banholt.
De hoogte vormde eerst, samen met de hoogte van Hallembaye in het zuidwesten en de hoogte van Ubachsberg in het noordoosten, de noordelijke dalwand van het dal van de Oostmaas. Toen de Maas door de hoge dalwand brak en haar loop richting het westen verlegde, werd de hoogte een eiland dat als gevolg van het steeds verder insnijden van de Maas andere rivieren steeds hoger boven het dal ging uitsteken. De hoogte vormde zo een scheiding tussen de dalen van de Oostmaas en de Westmaas. 

## Geschiedenis
Aan het einde van het Tertiair, rond de overgang Plioceen - Pleistoceen, vond de opheffing van de Ardennen en het Rijn-Leisteenplateau plaats. Deze opheffing had grote invloed op het Zuid-Limburgse gebied. Het gebied ten zuiden van de Feldbissbreuk (de breuk die loopt langs de lijn Sittard-Kerkrade) werd mee opgeheven, terwijl het gebied ten noorden van deze breuk, de zogenaamde Roerdalslenk, daalde. Door de opheffing van het Ardennen-Rijnlandse-Massief werden de uit het zuiden komende rivieren gedwongen zich in te snijden in het langzaam rijzende gebied. Dit ging gepaard met sterke erosie in de Ardennen en het zuidelijke gelegen Vogezengebied. Grof gebergtepuin werd naar Zuid-Limburg getransporteerd en er is nu voor het eerst een uit het zuiden komende rivier die de Maas te noemen is te herkennen.
Het oudste morfologisch herkenbare dal van de Maas strekte zich uit van Luik over Eijsden, Noorbeek, Gulpen, Simpelveld, Kerkrade naar Jülich, waar de Maas uitmondde in de Rijn. Dit was het dal van de Oostmaas. In het noorden werd dit dal begrensd door een hoge rug die loopt van de hoogte van Hallembaye (Eiland van Hallembaye) naar de hoogte van Banholt (Eiland van Banholt) en verder naar de zuidrand van de hoogte bij de Huls (Eiland van Ubachsberg). Door de latere doorbraak van de Maas naar het westen zijn grote delen van de noordelijke dalwand verdwenen en zijn alleen de voornoemde punten voor erosie gespaard gebleven. Dit dal is dan verder te volgen langs de oostrand van het Eiland van Ubachsberg naar Waubach. Ten noorden van de Feldbissbreuk, in het dalingsgebied, vervaagt de noordelijke dalwand. De zuidelijke dalwand wordt gevormd door de zogenoemde gebergterand, een steilrand die de zuidelijke begrenzing vormt van het sedimentatiegebied van de Maas. Deze gebergterand, die tevens de noordrand van de schiervlakte vormt, loopt langs Hoogcruts, Epen, Vijlen en via Orsbach over Duits gebied in de richting van Vetschau ten noorden van Laurensberg. Het dal van de Oostmaas had een maximale breedte van zes kilometer.
De opheffing van het gebied ging tevens gepaard met een lichte kanteling naar het noordwesten, waardoor het dal van de Oostmaas steeds hoger kwam te liggen. Na verloop van tijd werd de Maas dan ook gedwongen dit dal te verlaten. De Maas breekt dan door de noordelijke dalwand ten westen van Gulpen om zich een weg te banen naar het noorden langs de westelijke flank van het Eiland van Ubachsberg. De naar het westen verlegde Maas is de Westmaas.
De verlaten riviervlakte van de Oostmaas verlandde en lokale beekjes namen hierna bezit van het dal.

## Afzettingen
Voordat de Maas zich insneed in het landschap, was het gebied miljoenen jaren lang een Krijtzee waar kalk werd afgezet. Door het insnijden van de Maas kwam die kalksteen (uit de Krijtkalk Groep) bloot te liggen en ontstonden er Maasterrassen. De Maas legde in verschillende perioden bovenop de blootgelegde kalksteen een pakket zand en Maasgrind af (uit de Formatie van Beegden).